# Rüdesheim (Nahe)
Pour les articles homonymes, voir Rüdesheim.
Rüdesheim est une municipalité allemande située dans le land de Rhénanie-Palatinat et l'arrondissement de Bad Kreuznach.

## Histoire
En 1125, la peste se propage à Rudesheim. Dans le même temps, une famine éclate. Le site est pillé et incendié en 1334.
En 1794, la ville est occupée par les troupes françaises. En 1814, Rüdesheim dépend de l'administration austro-bavaroise. En 1851, la commune devient le siège du canton. En 1893, un chemin de fer à voie étroite est construit. Une piscine est inaugurée en 1939. À la fin de la Seconde Guerre mondiale, en 1945, les troupes américaines ont défilé dans le village.

## Administration
Le 7 juin 1969, la commune est rattachée à Bad Kreuznach. Les armes de Rüdesheim représentent Saint-Martin à cheval, partageant son manteau avec un glaive. L'emblème a été calqué sur un sceau datant de 1569, et approuvé en 1950 par le ministère de l'Intérieur du Land de Rhénanie-Palatinat.

## Personnalités
- Friedrich Hunzinger, ancien maire de la commune (1946-1969)